# Homalopsidae
Homalopsidae  (лат.) — семейство змей. Ранее рассматривалось как подсемейство Homalopsinae семейства ужеобразных.

## Описание
Общая длина представителей этого семейства колеблется от 50 см до 1 м. Голова плоская, вытянутая. Туловище крепкое и стройное, хвост умеренно длинный. 
Как и у бородавчатых змей ноздри сдвинуты на верхнюю часть морды, глаза направлены вверх, а рот и ноздри снабжены особым клапаном, препятствующим затеканию воды. Однако покрывающая тело чешуя не претерпела существенных изменений по сравнению с таковой у наземных змей. Зубы задней пары верхней челюсти увеличены, имеют на передней грани бороздку и сообщаются с вырабатывающей яд железой. 
Цвет кожи колеблется от желтоватого до коричневого цветов.

## Образ жизни
Большинство видов ведёт водный образ жизни. Обитают они как в солоноватых, так и в пресных водоёмах, в том числе мелких, даже временных. Некоторые виды очень многочисленны, например, на залитых водой рисовых полях и в болотах. Роют норы. Нередко выходят из воды на сушу, где чувствуют себя достаточно уверенно.  
Укус этих змей парализует или убивает рыб, ракообразных и амфибий, которыми они и питаются, но для человека безвреден. Свою добычу эти змеи способны заглатывать и под водой. 

## Размножение
Это живородящие змеи. Все виды производят на свет живых детёнышей.

## Распространение
Распространены по всей Юго-Восточной Азии от Индии на востоке до Австралии и Филиппинских островов на юге и юго-западе. 

## Классификация
На сентябрь 2018 года в семейство включают 28 родов:
- Bitia Gray, 1842 — Килебрюхие водяные змеи
- Brachyorrhos Kuhl, 1826
- Calamophis Meyer, 1874
- Cantoria Girard, 1857 — Водяные змеи Жирара, или кантории
- Cerberus Cuvier, 1829 — Собакоголовые пресноводные ужи, или церберы
- Dieurostus Berg, 1901
- Djokoiskandarus Murphy, 2011
- Enhydris Sonnini & Latreille, 1802 — Водяные змеи, или водяные ужи
- Erpeton Lacépède, 1800 — Щупальценосные змеи, или герпетоны
- Ferania Gray, 1842
- Fordonia Gray, 1837 — Крабоеды
- Gerarda Gray, 1849 — Водяные змеи Грея
- Gyiophis Murphy & Voris, 2014
- Heurnia Jong, 1926 — Новогвинейские ужи
- Homalophis Peters, 1871
- Homalopsis Kuhl & Hasselt, 1822 — Удавовидные ужи
- Hypsiscopus Fitzinger, 1843
- Karnsophis Murphy & Voris, 2013
- Kualatahan Murphy & Voris, 2014
- Mintonophis Murphy & Voris, 2014
- Miralia Gray, 1842
- Myanophis Köhler et al., 2021
- Myron Gray, 1849 — Австралийские мангровые змеи
- Myrrophis Kumar, Sanders, Sanil & Murphy, 2012
- Phytolopsis Gray, 1849
- Pseudoferania Ogilby, 1891
- Raclitia Gray, 1842
- Subsessor Murphy & Voris, 2014
- Sumatranus Murphy & Voris, 2014

## Галерея

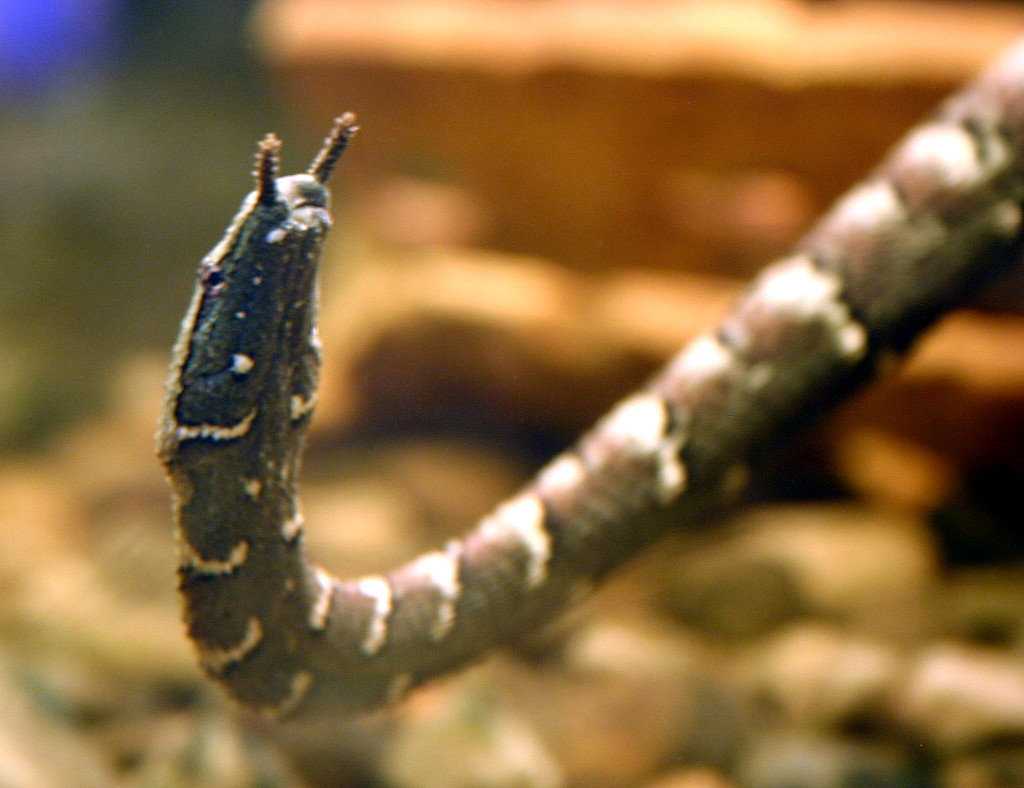
Щупальценосная змея
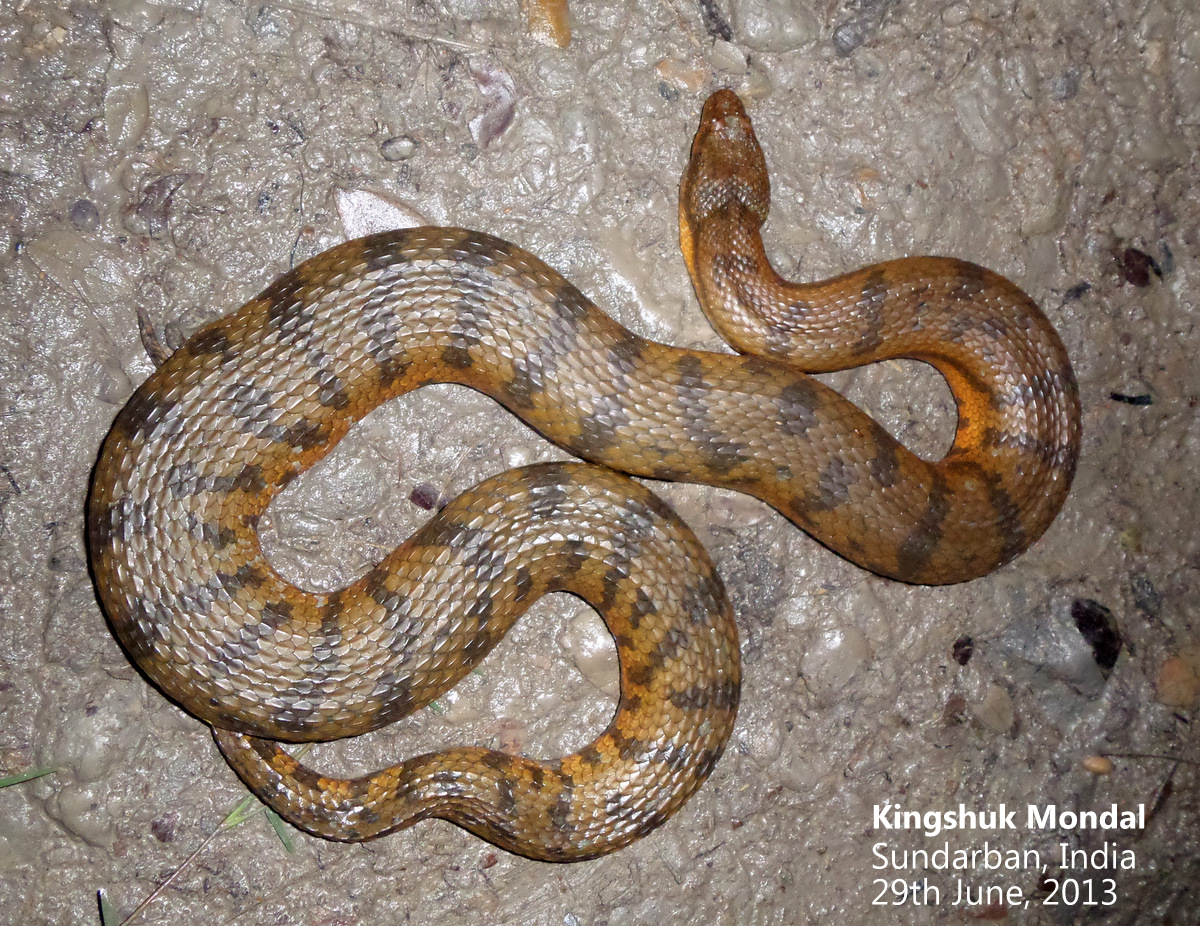
Собакоголовый уж
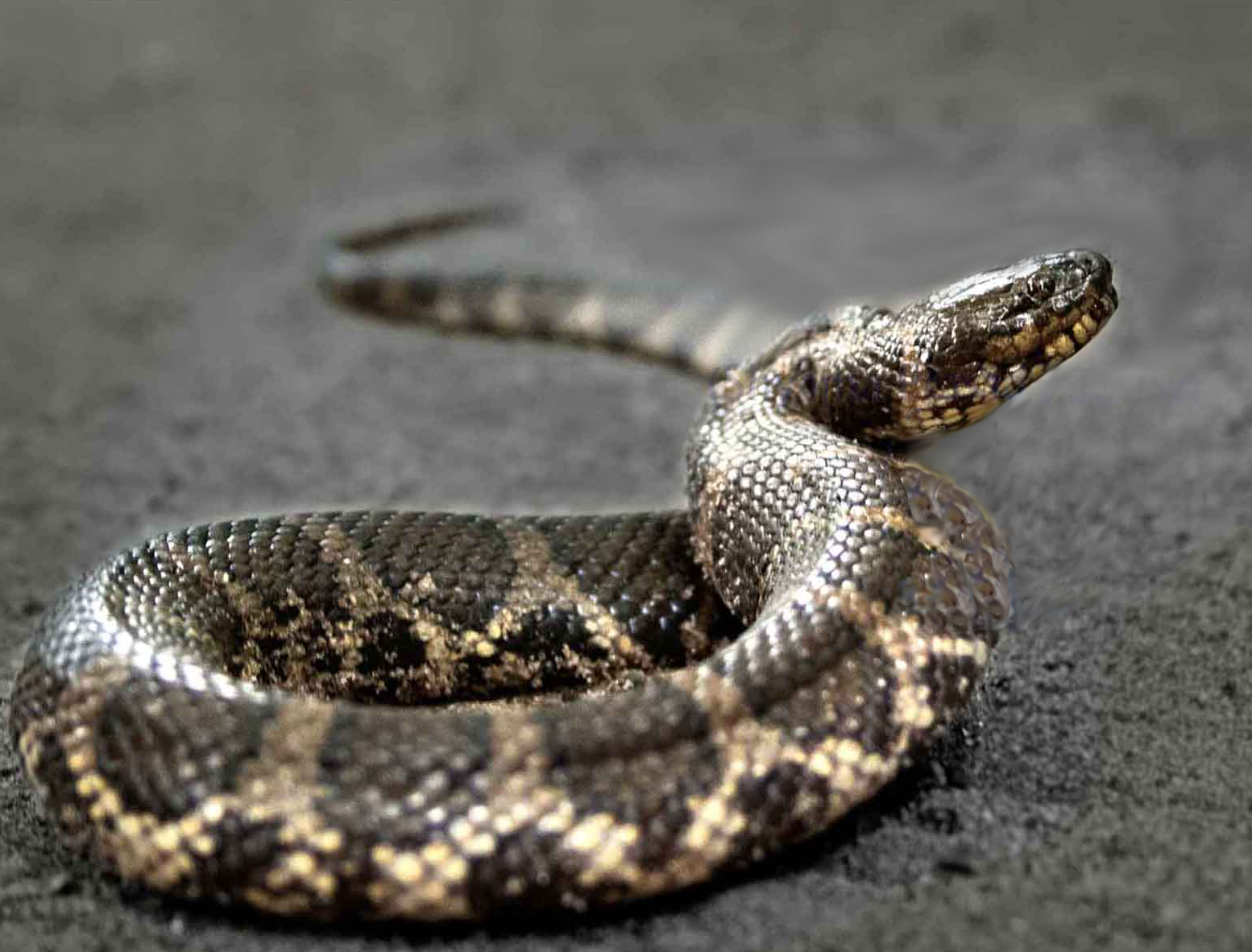
Водяная змея Шлегеля
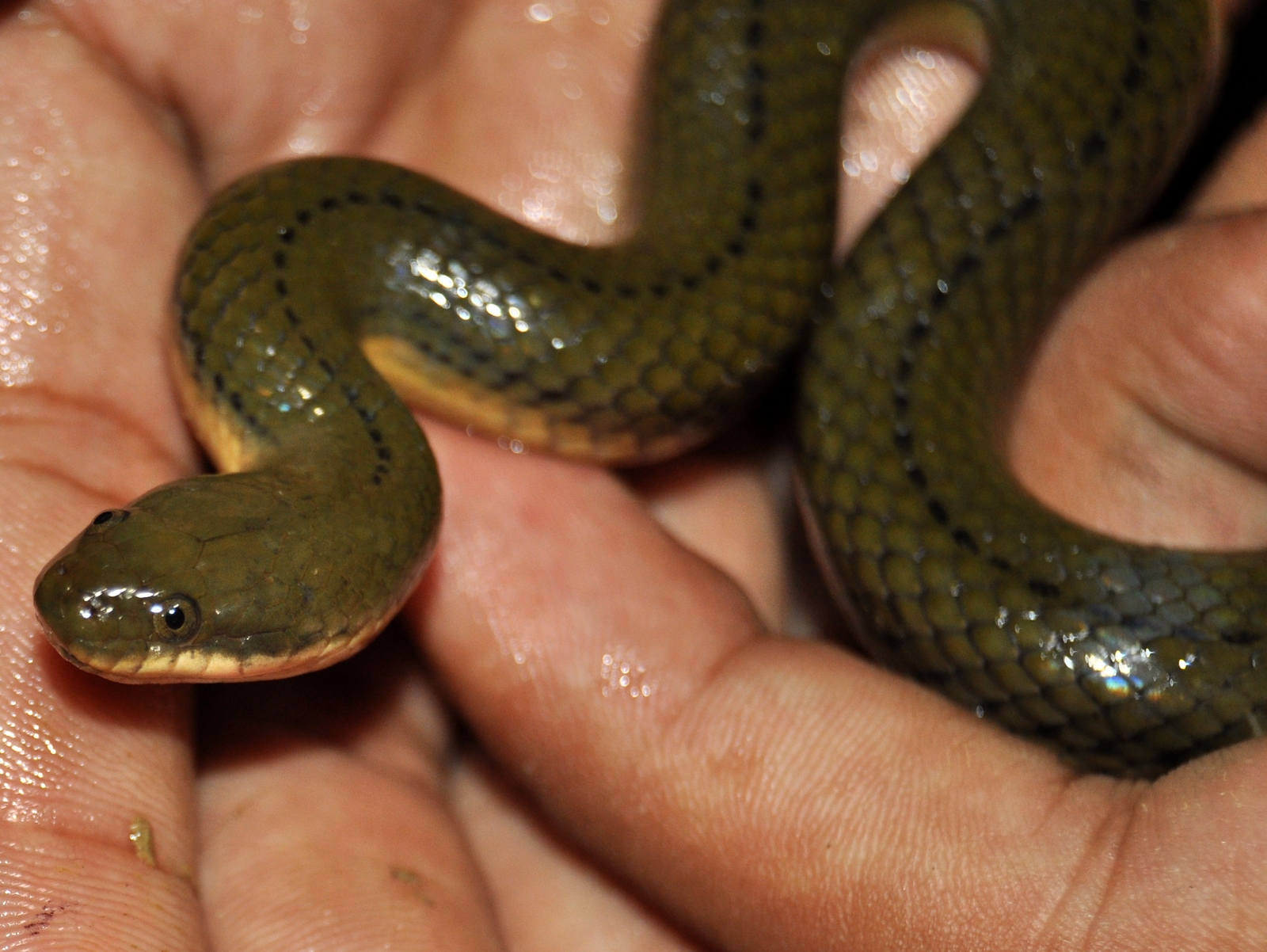
Hypsiscopus plumbea